# Equitius meyersi
Equitius meyersi is een hooiwagen uit de familie Triaenonychidae.